# Дев'ятка (вузол)
Дев'ятка — гальмівний вузол. Призначений для потовщення мотузки, а також вив'язування нековзної петлі в будь-якому місці мотузки (часто на кінці).
У разі, якщо потрібне більше потовщення, виконують вузол під назвою «Подвійна вісімка».

## Способи зав'язування

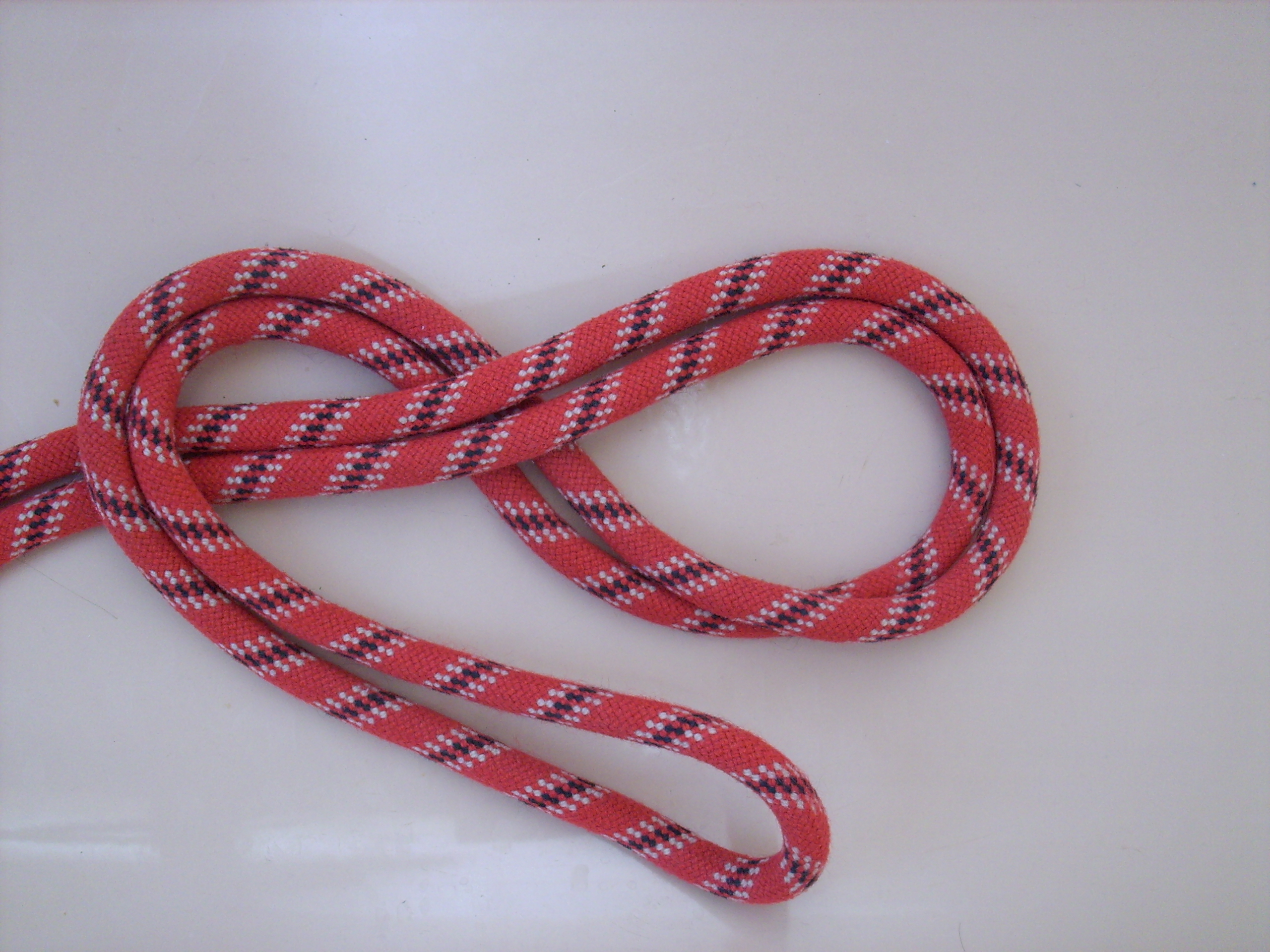
спочатку вив'язуємо «вісімку»
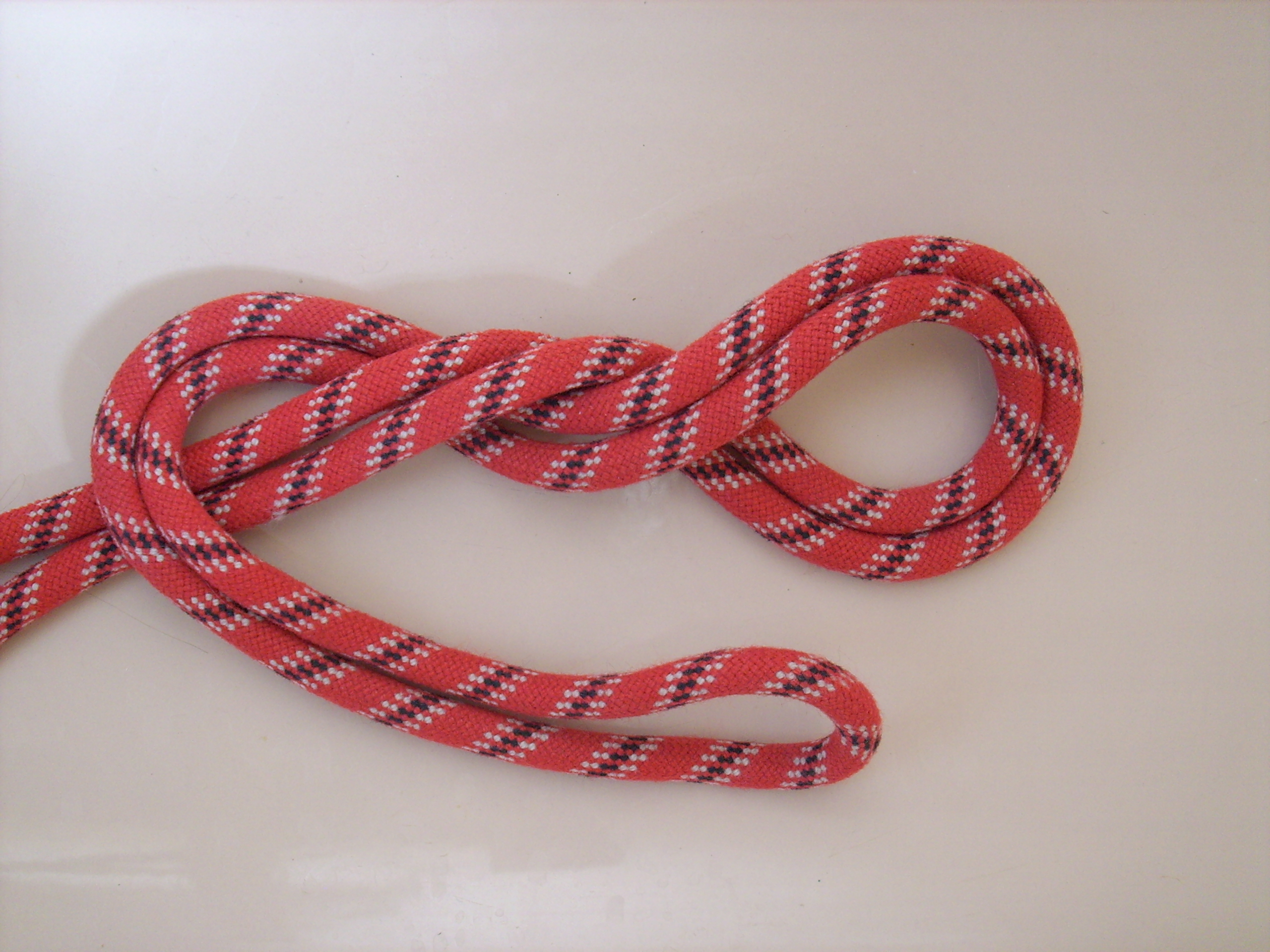
петлю ще раз перевертаємо
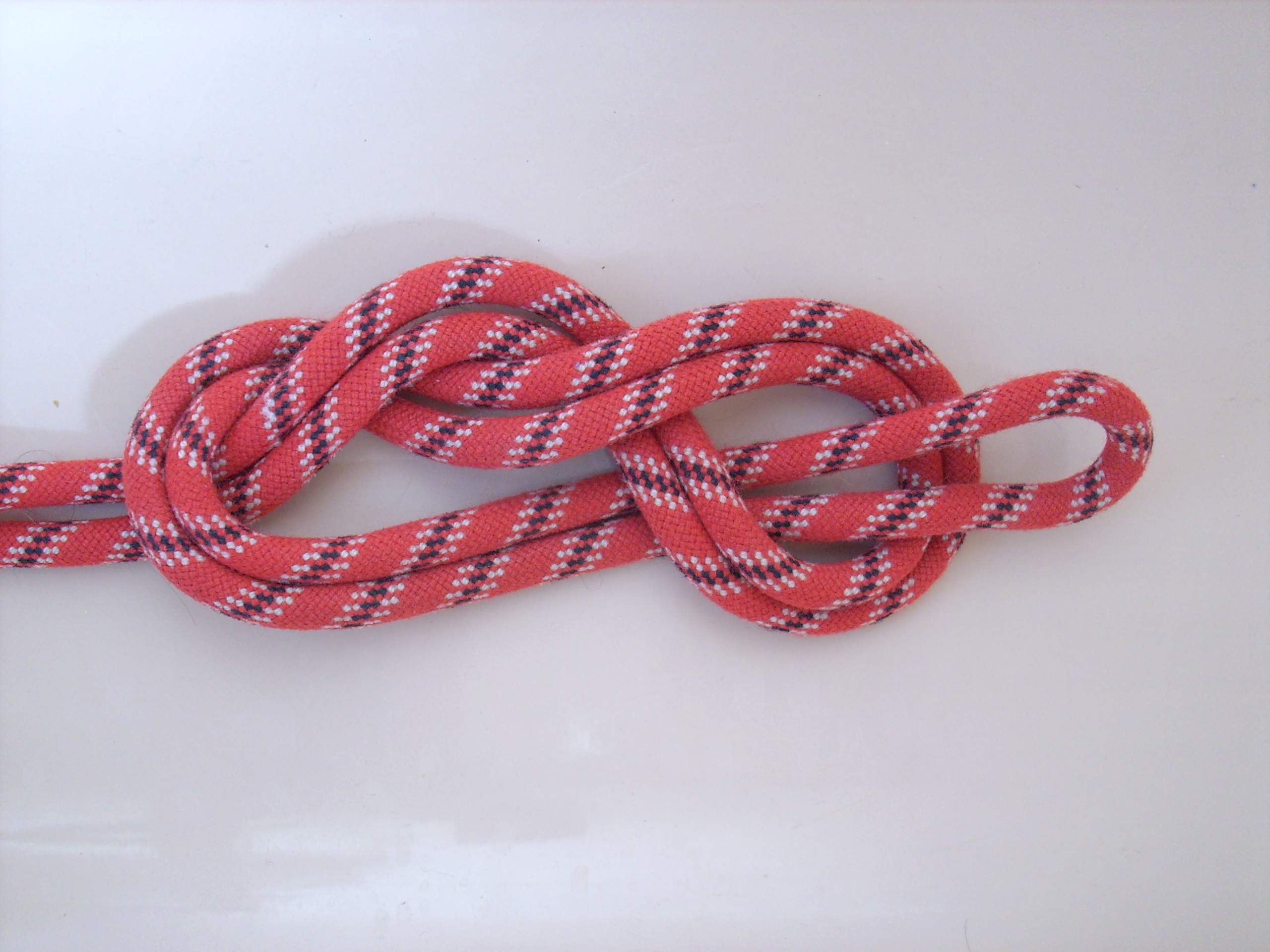
готово

## Переваги
- Простота, самозатягується.
- Ефективність — 70 %.

## Недоліки
- Затягнутий під навантаженням погано розв'язується.
- Однак, дев'ятка краща за вісімку саме тим, що її легше розв'язати після навантаження.